# Вы
Вы — личное местоимение второго лица множественного (по грамматическим свойствам) числа русского языка. 
«Вы» служит для обозначения множественности собеседников, исключая говорящего (в частном случае обозначает группу «собеседник и ещё кто-то»: вы с ним, вы с ней, вы с ними), также употребляется при особом вежливом или официальном обращении к одному лицу.

## История
Использование уважительного «вы» для обозначения одного лица впервые отмечено в латыни для обращения к императору. Впоследствии распространилось в языках народов, испытавших влияние древнеримской и византийской культуры, в том числе в русском.
В прошлом к одному лицу, даже князю или царю на Руси обращались исключительно на «ты». Обращения на «вы» к одному лицу не существовало. Так, в «Повести временных лет» дружина обращается к своему князю: «поиди княже съ нами въ Древляны на дань: и ты добудеши и мы». Опричник Василий Грязной писал царю Ивану Грозному: «Не твоя б государскоя милость, и яз бы што за человек? Ты, государь, аки бог — и мала и велика чинишь».
В Россию «выканье» пришло в XVIII веке. В 1722 году Пётр I ввёл в России Табель о рангах, по которой ко всем вышестоящим (по рангу) надлежало обращаться на «вы». За нарушение этого правила полагался штраф.
В 1782 г. Д. И. Фонвизин в своём «Недоросле» описал человека, который ещё противился новомодному выканию:

Стародум. Я говорю без чинов. Начинаются чины, — перестает искренность.
Правдин. Ваше обхождение…
Стародум. Ему многие смеются. Я это знаю. Отец мой воспитал меня по-тогдашнему.<…> Служил он Петру Великому. Тогда один человек назывался ты, а не вы. Тогда не знали ещё заражать людей столько, чтоб всякий считал себя за многих.

В 1828 году А. С. Пушкин написал стихотворение «Ты и вы»:

Пустое вы сердечным ты

Она, обмолвясь, заменила

И все счастливые мечты

В душе влюблённой возбудила.

Пред ней задумчиво стою,

Свести очей с неё нет силы;

И говорю ей: как вы милы!

И мыслю: как тебя люблю!

— «Ты и вы» (А. С. Пушкин), 23 мая 1828 г.

## Правила написания
Правила орфографии указывают случаи, когда местоимения «вы», «ваш» (во всех падежах и родах) в середине предложения пишутся с заглавной (прописной) буквы:
- как форма выражения особой вежливости при обращении к одному конкретному лицу в личной переписке, официальных документах и т. п., напр.: Поздравляем Вас…, Сообщаем Вам…; в ответ на Ваш запрос…;
- при официальном титуловании оба слова в сочетаниях Ваше (Его, Её) Величество, Ваше (Его, Её) Высочество[5].

## В других языках
В других языках в качестве вежливого обращения к одному лицу могут использоваться:
1. местоимение второго лица множественного числа, как в русском языке: фр. vous;
2. местоимение третьего лица единственного числа: итал. Lei (вместо старого выражения итал. Vostra Signoria — «Ваша милость»[6]);
3. местоимение третьего лица множественного числа: нем. Sie;
4. особое слово с грамматическими свойствами третьего лица единственного числа: исп. usted, порт. você, нидерл. u, пол. Pan, Pani — или второго лица множественного или единственного числа: рум. dumneavoastră, dumneata.